# Rytidosperma caespitosum
Rytidosperma caespitosum är en gräsart som först beskrevs av Charles Gaudichaud-Beaupré, och fick sitt nu gällande namn av Henry Eamonn Connor och Elizabeth Edgar. Rytidosperma caespitosum ingår i släktet kängurugräs (släktet), och familjen gräs. Inga underarter finns listade i Catalogue of Life.